# Flame of Barbary Coast
Flame of Barbary Coast (Brasil: Um Dia Voltarei / Portugal: A Maldição de São Francisco) é um filme norte-americano de 1945, do gênero faroeste, dirigido por Joseph Kane e estrelado por John Wayne e Ann Dvorak.

## A produção
O filme foi realizado para comemorar os dez primeiros anos de existência da Republic Pictures. Foi igualmente a primeira produção de largo orçamento do diretor Joseph Kane, até aquele momento comprometido com os faroestes B de Roy Rogers.
Flame of Barbary Coast foi indicado a dois prêmios Oscar, nas categorias Melhor Trilha Sonora e Melhor Mixagem de Som.

## Sinopse
Duke Fergus, criador de gado de Montana, perde seu dinheiro para Tito Morell, um jogador trapaceiro de São Francisco. Ele, então, volta para sua terra natal, aprende o jogo de cartas com Wolf Wylie, veterano ás do baralho, e retorna a São Francisco, onde abre seu próprio salão de jogos. Contudo, o terremoto de 1906 interpõe-se em seu caminho.

## Principais premiações
| Prêmio | Categoria                                  | Situação |
| ------ | ------------------------------------------ | -------- |
| Oscar  | Melhor Trilha Sonora Melhor Mixagem de Som | Indicado |

## Elenco
| Ator/Atriz         | Personagem                      |
| ------------------ | ------------------------------- |
| John Wayne         | Duke Fergus                     |
| Ann Dvorak         | Ann 'Flaxen' Tarry              |
| Joseph Schildkraut | Tito Morell                     |
| William Frawley    | Wolf Wylie                      |
| Virginia Grey      | Rita Dane                       |
| Russell Hicks      | Cyrus Danver                    |
| Jack Norton        | Byline Conners                  |
| Paul Fix           | Calico Jim                      |
| Manart Kippen      | Doutor Gorman                   |
| Eve Lynne          | Martha                          |
| Marc Lawrence      | Joe Disko                       |
| Butterfly McQueen  | Beulah                          |
| Rex Lease          | Collingswood                    |
| Hank Bell          | Hank                            |
| Al Murphy          | Ferreiro Brown                  |
| Jack Mulhall       | não-creditado                   |
| Edmund Cobb        | Homem na cidade (não-creditado) |